# 闘う日本人
「闘う日本人」（たたかうにほんじん）は、日本のヘヴィメタルバンド・聖飢魔IIの18枚目の小教典（シングル）。B.D.5年（1994年）6月6日に発布された。

## 解説
「TEENAGE DREAM」と同日発布された。

## 収録曲
1. 闘う日本人
  - 作詞：DEMON小暮、作曲：XENON石川、編曲：聖飢魔II、WRECTOR.H
2. DOOMS' DAY
  - 作詞・作曲：DEMON小暮、編曲: 聖飢魔II、中村哲、妖怪松崎様